# Ernest Marsh Poate

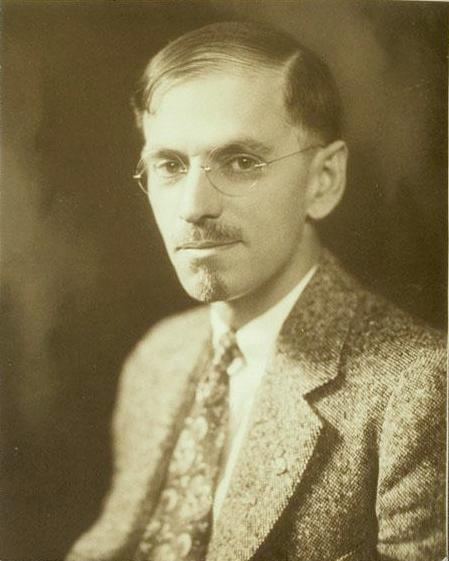
Ernest Marsh Poate

Ernest Marsh Poate (ur. 10 października 1884 w Jokohamie, zm. 1 lutego 1935 w Southern Pines) – amerykański lekarz psychiatra, prawnik, profesor psychiatrii Duke University, pisarz powieści detektywistycznych. Część z nich opublikował pod pseudonimem Arthur Mallory.

## Życiorys
Urodził się 10 października 1884 w Jokohamie jako syn Thomasa Pratta Poate (1848–1924) i Belle Marsh Poate (1847–1896). Miał czworo rodzeństwa; Fredericka Williama (1882–1971), Lucy Marsh („Daisy”), po mężu Stebbins (1886–1958), Clarę Elizabeth („Bessie”), później Fleming (1888–1985) i Edith. W 1892 rodzina Poate wróciła do Stanów i osiadła w hrabstwie Allegany.
Uczęszczał do Sherman High School i Jamestown High School. Studiował medycynę w Medical College in New York od 1901 do 1906. Na studiach (od 1905) należał do towarzystwa Alpha Kappa Kappa. W 1906 roku otrzymał tytuł doktora medycyny. W 1908 roku odbywał staż w Craig Colony for Epileptics w Sonyea. W 1911 był jednym z członków założycieli New York Psychoanalytic Society. Do czerwca 1918 praktykował w Manhattan State Hospital na Ward's Island, po czym odszedł z powodu złego stanu zdrowia. Dzięki chwilowej poprawie od 1919 do rozbrojenia praktykował jako lekarz w Medical Corps of the US Army. Następnie zajął się pisaniem powieści oraz opowiadań detektywistycznych i fantastycznych – większość z blisko 200 utworów napisał przykuty do łóżka. Przez kilkanaście lat współpracował z „Detective Story Magazine”. Do najpopularniejszych bohaterów opowiadań Poate należeli dr Thaddeus Bentiron, psychiatra i genialny w swojej dedukcji detektyw, oraz dr Aloysius Moran, nowojorski patolog. Powieści i opowiadania Poate należały do jednych z pierwszych, których bohaterami byli lekarze wykorzystujący swoje detektywistyczne umiejętności.
W oparciu o jedno z opowiadań A Trade Secret, powstał zatytułowany tak samo film, opowiadający o japońskich szpiegach.
W 1931 Poate otrzymał nowo utworzoną katedrę neuropsychiatrii na Duke University.
Był żonaty z Julią C. Poate.
Zmarł w swoim domu w Southern Pines 1 lutego 1935, na zapalenie płuc. Pochowany jest na Mount Hope Cemetery w Southern Pines. Wspomnienia o nim napisali J. Talbot Johnson i Walter G. McLeod.

## Proza
Wybrane książki:
- The trouble at Pinelands. Chelsea House, 1922
- Behind Locked Doors. Chelsea House, 1923
- Pledged to the Dead. Chelsea House, 1925
- Doctor Bentiron: Detective: A Detective Story. Chelsea House, 1930
- Murder on the Brain: A Detective Story. Chelsea House, 1930

Wybrane opowiadania:
- Air-Tight. Street & Smith’s Detective Story Magazine (6 czerwca 1931)
- Behind Locked Doors. Detective Story Magazine (14 stycznia, 4 lutego 1919)
- The Business. Top-Notch (kwiecień 1935)
- The Collector of Hatpins. Nickel Detective (styczeń 1933)
- The Dead Hunt the Living. Horror Stories (marzec 1935)
- Eye-Witness. Nickel Detective (marzec 1933)
- Fink the Finder. Popular Fiction Magazine (wrzesień 1932)
- He Always Got Paid. Detective Story Magazine (26 grudnia 1925)
- He Came Back in His Bones. Detective Fiction Weekly (15 września 1934)
- The Pawn Move. People’s Favorite Magazine (czerwiec 1921)
- Rising Nightmare. Street & Smith’s Detective Story Magazine (16 stycznia 1932)
- A Trade Secret. Secret Service Stories (grudzień 1927)
- The Word of Power. All-Story Weekly (15 maja 1920)

## Wybrane prace
- Dementia Praecox with Depressive Onset – Its Differentiation from Manic-depressive Insanity. State Hospital Bulletin 8, ss. 195–214 (1915)
- Karpas, Poate. New York Neurological Society: Dementia Praecox With Tabes To Be Diefferentiated From General Paralysis Tabetic Form. The Journal of Nervous and Mental Disease 38, 8, ss. 485–491 (1911)
- Management of Disturbed and Excited Patients. State Hospital Quarterly 2, 2, ss. 143–155 (1917)
- Theelin. JAMA, 1933
- A specific neurasthenic syndrome. Medical Journal and Record 138, ss. 16-20 (5 lipca 1933)
- A psycho-physical defeat reaction. South. M. & S. 96, ss. 567-71 (1934)
- Insurance companies and employers on the doctor’s charity list. South. M. & S. 97, s. 83 (1935)